# جيم هويل
جيم هويل (بالإنجليزية: Jim Howell)‏ هو محامي وسياسي أمريكي، ولد في 29 أبريل 1949. حزبياً، نشط في الحزب الجمهوري. وقد انتخب عضو مجلس نواب ميشيغان ‏.